# Fritz Klein
Fritz Klein, född 24 november 1888 i Feketehalom, Österrike-Ungern (idag Codlea, Rumänien), död 13 december 1945 i Hameln, Tyskland, var en tysk nazistisk lägerläkare och dömd krigsförbrytare.

## Biografi
Klein föddes i Feketehalom i nuvarande Rumänien. Han avlade läkarexamen kort efter första världskrigets slut och tjänstgjorde i Siebenbürgen. Han inträdde tämligen tidigt i Nationalsocialistiska tyska arbetarepartiet (NSDAP) och rekryterades till Waffen-SS 1943. I december 1943 kom han till Auschwitz som lägerläkare. Ett år senare förflyttades han till Neuengamme och i januari 1945 anlände han till Bergen-Belsen.
När koncentrationslägret Bergen-Belsen befriades av de allierade i april 1945, greps Klein och fördes så småningom till Lüneburg för att ställas inför rätta vid Belsenrättegången. Inför rätten fick Klein frågan hur han kunde rättfärdiga sina gärningar i egenskap av läkare. Klein svarade: ”Läkareden anmodar mig att avlägsna en kallbrandsinfektion från en människas kropp. Judarna är kallbrandsinfektionen på mänsklighetens kropp. Därför avlägsnade jag dem.”
Fritz Klein dömdes till döden för krigsförbrytelser och brott mot mänskligheten och avrättades genom hängning den 13 december 1945. Tillsammans med Klein hängdes Josef Kramer, Peter Weingartner, Franz Hössler, Juana Bormann, Irma Grese, Elisabeth Volkenrath, Karl Francioh, Anchor Pichen, Franz Stofel och Wilhelm Dörr.